# Ocakbaşı, Tutak
Ocakbaşı là một xã thuộc huyện Tutak, tỉnh Ağrı, Thổ Nhĩ Kỳ. Dân số thời điểm năm 2011 là 64 người.